# Glenanthe ismayi
Glenanthe ismayi är en tvåvingeart som beskrevs av Wayne N. Mathis 1992. Glenanthe ismayi ingår i släktet Glenanthe och familjen vattenflugor. Inga underarter finns listade i Catalogue of Life.